# Rózsa (keresztnév)
A Rózsa a latin Rosa névből származik, jelentése: rózsa.

## Rokon nevek
Róza, Rozália, Rozi, Rozina, Rozita, Rozanna

## Gyakorisága
A Rózsa nevet már az Árpád-korban használták Magyarországon, az 1990-es években ritka név, a 2000-es években nem szerepel a 100 leggyakoribb női név között.

## Névnapok
- augusztus 23.[2]
- augusztus 30.[2]
- szeptember 4.[2]

## Híres Rózsák
- „Rózsa” utónevű személyek szócikkeinek listája a Wikidata alapján

### Kitalált személyek
- Rózsa, a Rózsa és Ibolya (forrás), Arany János művének egyik címszereplője (érdekesség, hogy itt férfinévként szerepel)